# LiveStreet
LiveStreet es un sistema de gestión de contenido para sitios Web. Permite publicar artículos, imágenes, encuestas, votaciones, blogs y administración de usuarios y permisos. LiveStreet es un sistema dinámico: en lugar de almacenar sus contenidos en archivos estáticos en el sistema de ficheros del servidor de forma fija, el contenido textual de las páginas y otras configuraciones son almacenados en una base de datos y se editan utilizando un entorno Web incluido en el producto.
Historia
LiveStreet proyecto fue fundado en 2008 por Maxim Mzhelskiy ciudadano ruso, que sigue siendo el director de proyecto. CMS amplia la funcionalidad de los módulos adicionales. Es los dos anos del proyecto se ha desarrollado una serie de módulos adicionales que amplían la funcionalidad básica de la CMS. En 2010 LiveStreet fue uno de los cinco finalistas en el concurso de los Premios Open Source en la categoría de "Proyecto de código abierto más prometedor". Hoy en día, este CMS está trabajando en una red de 500 sitios sobre varios temas.   

## Licencia
LiveStreet se distribuye bajo la licencia GNU GPLv2, y por lo tanto es software libre.